# اونان اوچیبوشو
اونان اوچیبوشو (انگلیسی: 奥南落穂集』 おうなんおちぼしゅう) یک منبع تاریخی نوشته شده در قلمرو موریئوکا است که اسناد و مدارک از قرون وسطی تا عصر جدید اولیه مورد استفاده قرار گرفته‌است. گفته می‌شود که در اواسط دوره ادو، در حدود سال ۱۷۰۲ تکمیل و نوشته شده‌است.